# Kanton Plouescat
Plouescat is een voormalig kanton van het Franse departement Finistère. Het kanton maakte deel uit van het arrondissement Morlaix. Het werd opgeheven bij decreet van 13 februari 2014 met uitwerking op 22 maart 2015.

## Gemeenten
Het kanton Plouescat omvatte de volgende gemeenten:
- Lanhouarneau
- Plouescat (hoofdplaats)
- Plougar
- Plounévez-Lochrist
- Tréflez